# Bikolibri
Bikolibrien (latin: Mellisuga helenae) er verdens mindste kolibri og formentlig også den mindste fugl. Hannen vejer blot 1,6 g, mens hunnen når helt op på 2 g. Kolibrien har en længde på 5-6 cm og lever kun i Cuba og på Isla de la Juventud.